# Ниловка (Нижегородская область)
Ни́ловка — деревня в Большеболдинском районе Нижегородской области. Входит в состав Черновского сельсовета.

## География
Деревня находится на правом берегу реки Пьяна.

### Часовой пояс
Деревня Ниловка, как и вся Нижегородская область, находится в часовой зоне МСК (московское время). Смещение применяемого времени относительно UTC составляет +3:00.

## Население
| 1999 | 2002 | 2010 |
| ---- | ---- | ---- |
| 68   | ↘64  | ↗66  |

## Улицы
В деревне имеется одна улица — Центральная.